# Mangualde da Serra
Mangualde da Serra ist ein Ort und eine ehemalige Gemeinde (Freguesia) im portugiesischen Kreis Gouveia. Die Gemeinde hatte 164 Einwohner (Stand 30. Juni 2011).
Am 29. September 2013 wurden die Gemeinden Mangualde da Serra und Aldeias zur neuen Gemeinde União das Freguesias de Aldeias e Mangualde da Serra zusammengeschlossen.